# Roehampton House

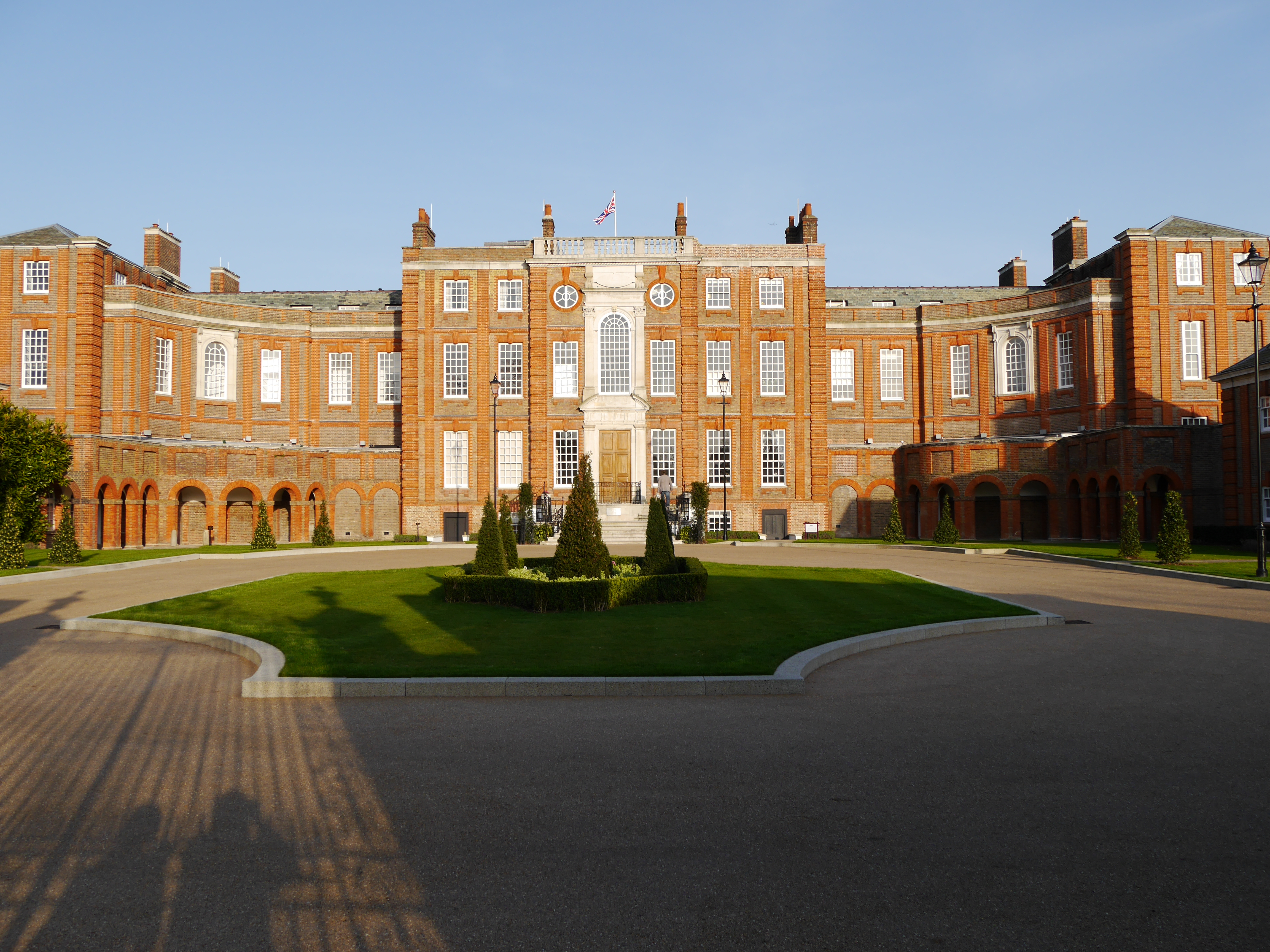
Roehampton House

Roehampton House est une maison classée Grade I à Roehampton Lane, dans le quartier de Roehampton, à Londres.

## Histoire
Elle a été construite entre 1710 et 1712 par l'architecte Thomas Archer. Archer a construit Roehampton House pour le compte du marchand Thomas Cary. Le père de Cary, John, émigra dans la colonie de Virginie en 1663, et Cary y naquit en 1669. Tous deux rentrèrent à Londres et en 1690, ils exerçaient des activités d’importation et d’exportation. De 1910 à 1913, Sir Edwin Lutyens apporta quelques modifications à la maison principale et ajouta des ailes nord et sud. Historic England note qu’il s’agissait "d’une continuation du style Archer et d’un plan proche de ses intentions initiales" et que "les parties Lutyens mériteraient en soi un grade II *".
De 1915 à 1983, la maison a été occupée par l'hôpital Queen Mary. En 2010  Berkeley Group Holdings a commencé les travaux de conversion de la propriété en 24 appartements et maisons.

## Résidents notables
- John Pearse, 1812, gouverneur de la Banque d'Angleterre [5]